# NGC 5291
NGC 5291 é uma galáxia elíptica na direção da constelação de Centaurus. O objeto foi descoberto pelo astrônomo John Herschel em 1834, usando um telescópio refletor com abertura de 18,7 polegadas. Devido a sua moderada magnitude aparente (+14,2), é visível apenas com telescópios amadores ou com equipamentos superiores.